# William H. Twenhofel Medal
Die William H. Twenhofel Medal ist eine jährlich seit 1973 jährlich vergebene Auszeichnung der Society for Sedimentary Geology (SEPM) im Bereich Sedimentologie. Sie ist nach William H. Twenhofel benannt und die höchste Auszeichnung der SEPM.
Die Preisträger sind nicht an eine Nationalität oder Mitgliedschaft in der SEPM gebunden.

## Preisträger
- 1973: Raymond C. Moore
- 1974: Francis J. Pettijohn
- 1975: Edwin D. McKee
- 1976: Robert R. Shrock
- 1977: William C. Krumbein
- 1978: Carl O. Dunbar
- 1979: Robert L. Folk
- 1980: Laurence L. Sloss
- 1981: Walter D. Keller
- 1982: Alfred G. Fischer
- 1983: Robin G. C. Bathurst
- 1984: Kenneth J. Hsu
- 1985: Robert N. Ginsburg
- 1986: Franklyn B. Van Houten
- 1987: John R. L. Allen
- 1988: Hans E. Reineck
- 1989: Kenneth O. Emery
- 1990: James Lee Wilson
- 1991: John Imbrie
- 1992: Peter R. Vail
- 1993: Robert H. Dott junior
- 1994: Harold G. Reading
- 1995: Robert J. Weimer
- 1996: Grover E. Murray
- 1997: Gerald M. Friedman
- 1998: Erle Kauffman
- 1999: Lloyd C. Pray
- 2000: William R. Dickinson
- 2001: William L. Fisher
- 2002: Noel P. James
- 2003: Gerard V. Middleton
- 2004: Emiliano Mutti
- 2005: Wolfgang Schlager
- 2006: William Winn Hay
- 2007: John Warme
- 2008: Steven M. Stanley
- 2009: Eugene Shinn
- 2010: Rick Sarg (J. F. Sarg)
- 2011: Dag Nummedal
- 2012: John C. Harms
- 2013: Paul Enos
- 2014: John Southard
- 2015: Robert Dalrymple
- 2016: Ronald Steel
- 2017: Judith A. McKenzie
- 2018: Don Lowe
- 2019: S. George Pemberton
- 2020: Philip A. Allen
- 2021: Teresa Jordan
- 2022: David Bottjer
- 2023: Gail Ashley
- 2024: John Grotzinger
- 2025: Stephan Graham[1]